# Lamprosema spilocrossa
Lamprosema spilocrossa là một loài bướm đêm trong họ Crambidae.